# Friedrich Hayduck
Friedrich Hayduck (* 2. Dezember 1880 in Marienburg (Westpreußen); † 22. Januar 1961 in Wiesbaden) war ein deutscher Brauwissenschaftler und Professor für chemische Technologie an der Landwirtschaftlichen Hochschule zu Berlin.

## Familie
Fritz Hayduck entstammte einer Gelehrten- und Bürokratenfamilie; sein Vater Michael Hayduck war Gymnasialdirektor in Marienburg, seine Mutter Emilie (1854–1904) entstammte der Delbrück-Familie. Ihr Bruder Max war Gründer und langjähriger Leiter des Instituts für Gärungsgewerbe (IfG). Auch der Onkel Max väterlicherseits war ein bekannter Gärungschemiker.
Verheiratet war Hayduck mit Hildegard Körte (1887–1957), die ebenfalls der Delbrück-Familie entstammte.

## Leben
Hayduck studierte Chemie, Physik und Botanik in Leipzig und Berlin; 1904 dissertierte er bei Hans Liebermann an der TH Charlottenburg; anschließend war er Assistent am IfG und wurde 1906 Oberassistent und 1912 Abteilungsvorsteher, dort edierte er die Tageszeitung für Brauerei mit der wissenschaftlichen Beilage Wochenschrift für Brauerei. Als Nachfolger seines Onkels Max Delbrück wurde er 1920 ordentlicher Professor an der Landwirtschaftlichen Hochschule und war von 1922 bis 1933 Wissenschaftlicher Direktor des IfG. 1933 wechselte er in die Brauindustrie; nach 1945 war er als freier Wissenschaftler für das IfG aktiv.
Hayducks Leistungen als Forscher und Herausgeber wissenschaftlicher Zeitschriften, Sammelwerke und Schriftenreihen bestehen vorrangig in Arbeiten, mit denen die technischen Verfahren der Gärungschemie auf wissenschaftlicher Grundlage untersucht und beschrieben wurden.

## Schriften (Auswahl)
- Warum kann die Landwirtschaft des armen Bodens auf die Kartoffelbrennerei nicht verzichten? Bericht über Landwirtschaft NF 5, 1927, Heft 4
- Über die Bedeutung der Kalksalze im Brauwasser für Hefe und Gärung. In: Wochenschrift für Brauerei 25, 1908, S. 241
- Das Problem der Zymasebildung in der Hefe. in: Biochemische Zeitschrift 128, 1922, S. 568–605 (mit H. Haehn), 139, 1923, S. 67
- Richard Roesicke. Ein großer Sozialpolitiker. In: Jahrbuch der Gesellschaft für Geschichte des Brauwesens; Berlin 1952, S. 7–24